# Bryan Craig
Bryan Craig, född 27 oktober 1991 i Boca Raton, Florida, är en amerikansk skådespelare.
Craig har bland annat medverkat i TV-serierna General Hospital, Grand Hotel och Good Trouble.

## Filmografi (i urval)
- 2013–2022 – General Hospital (TV-serie)
- 2019 – Grand Hotel (TV-serie)
- 2022–2023 – Good Trouble (TV-serie)